# Nouvelle Catalogne
Nouvelle Catalogne (en catalan : Catalunya Nova) est le nom donné aux territoires conquis par le comte de Barcelone, Raimond-Bérenger IV, sur les taïfas de Tortose et de Lérida.